# Phaeoura cana
Phaeoura cana là một loài bướm đêm trong họ Geometridae.